# پاریس در دوران ناپلئون بناپارت

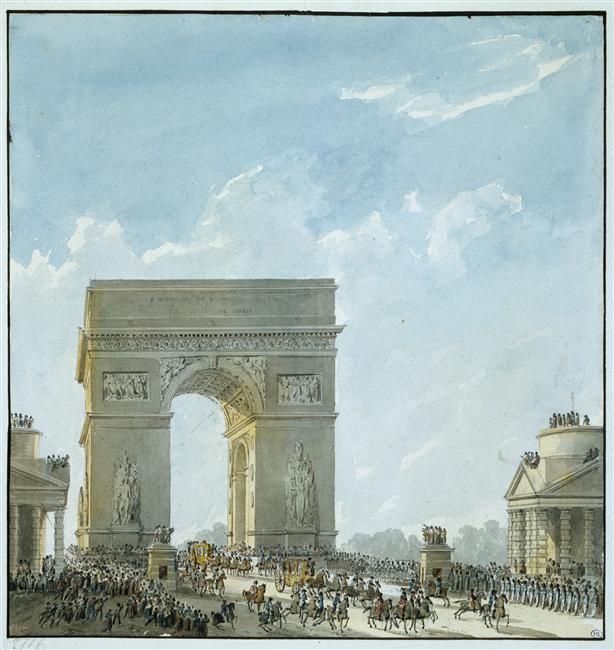
یک نسخهٔ چوب و کرباس از طاق پیروزی (پاریس) که در سال ۱۸۱۰ ساخته شد

پاریس در دوران ناپلئون بناپارت (انگلیسی: Paris under Napoleon) نخستین کنسول فرانسه توسط ناپلئون بناپارت در ۱۹ فوریه ۱۸۰۰ به مقر کاخ باغ تویلری منتقل شد و او پس از سال‌ها عدم اطمینان و وحشت دوران انقلاب، بلافاصله به برقراری نظم و امنیت پرداخت.

## نگارخانه

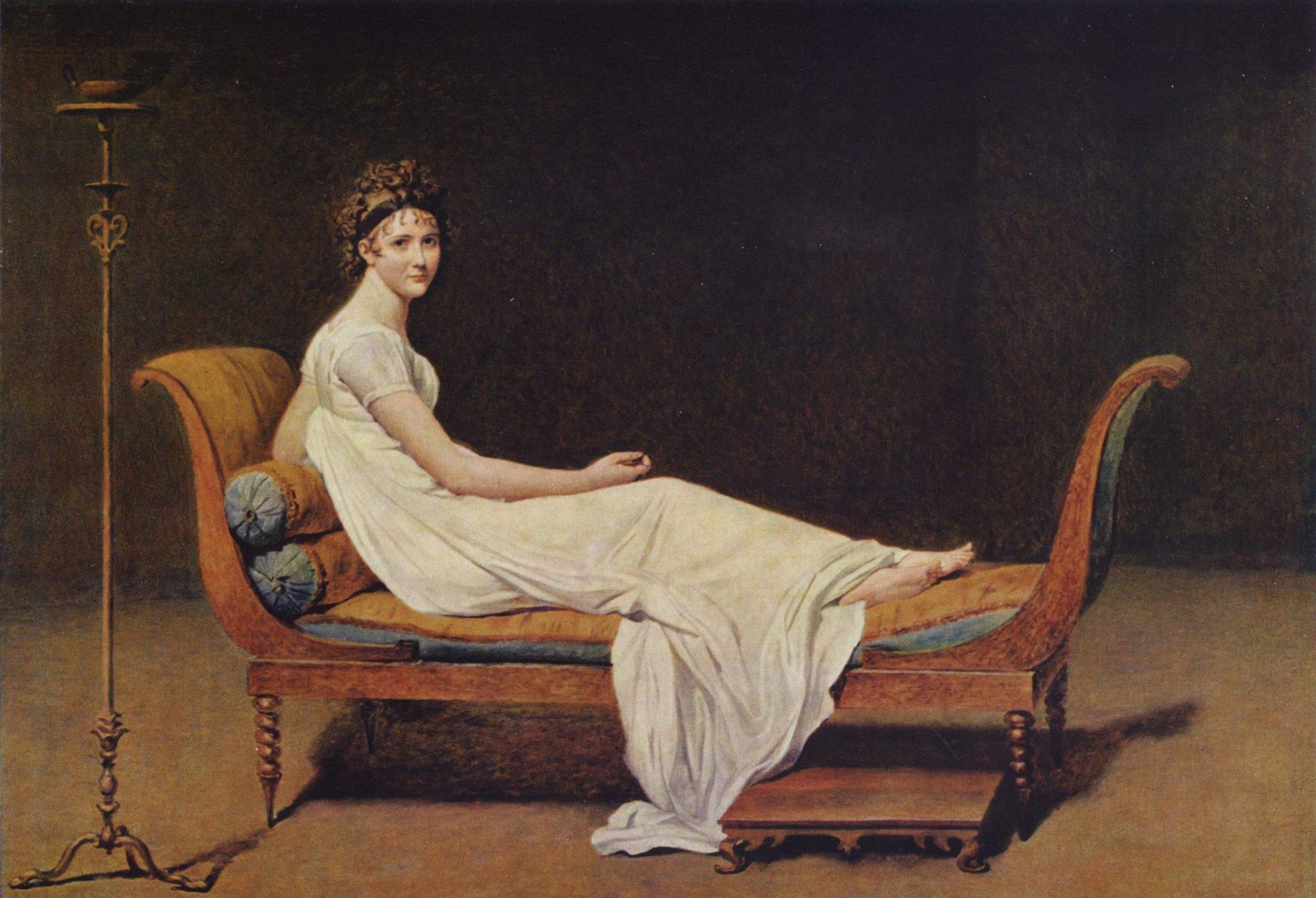
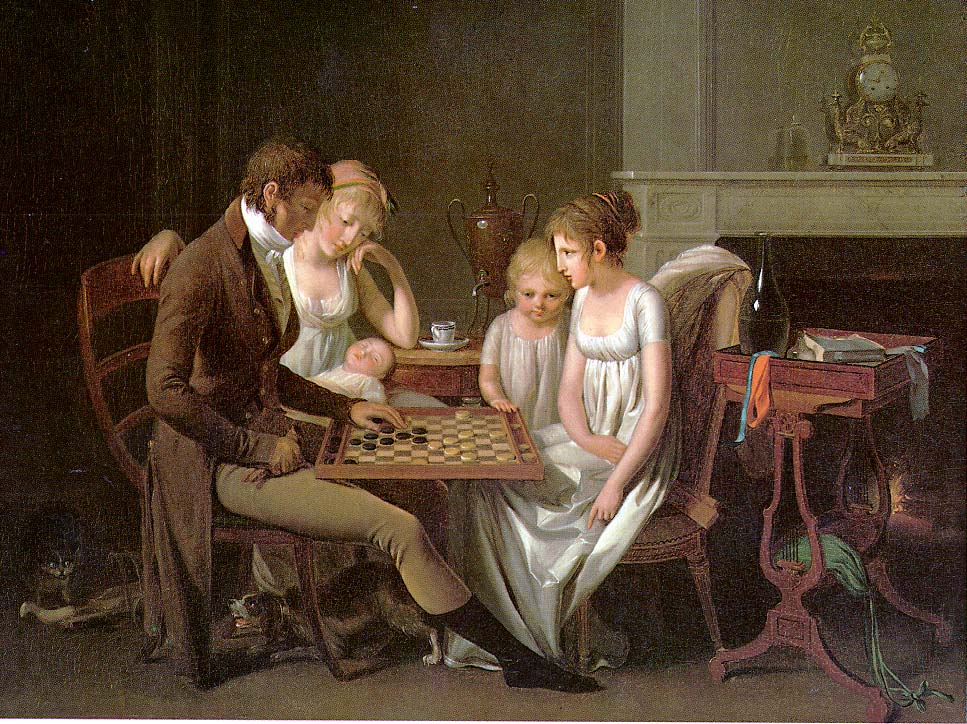
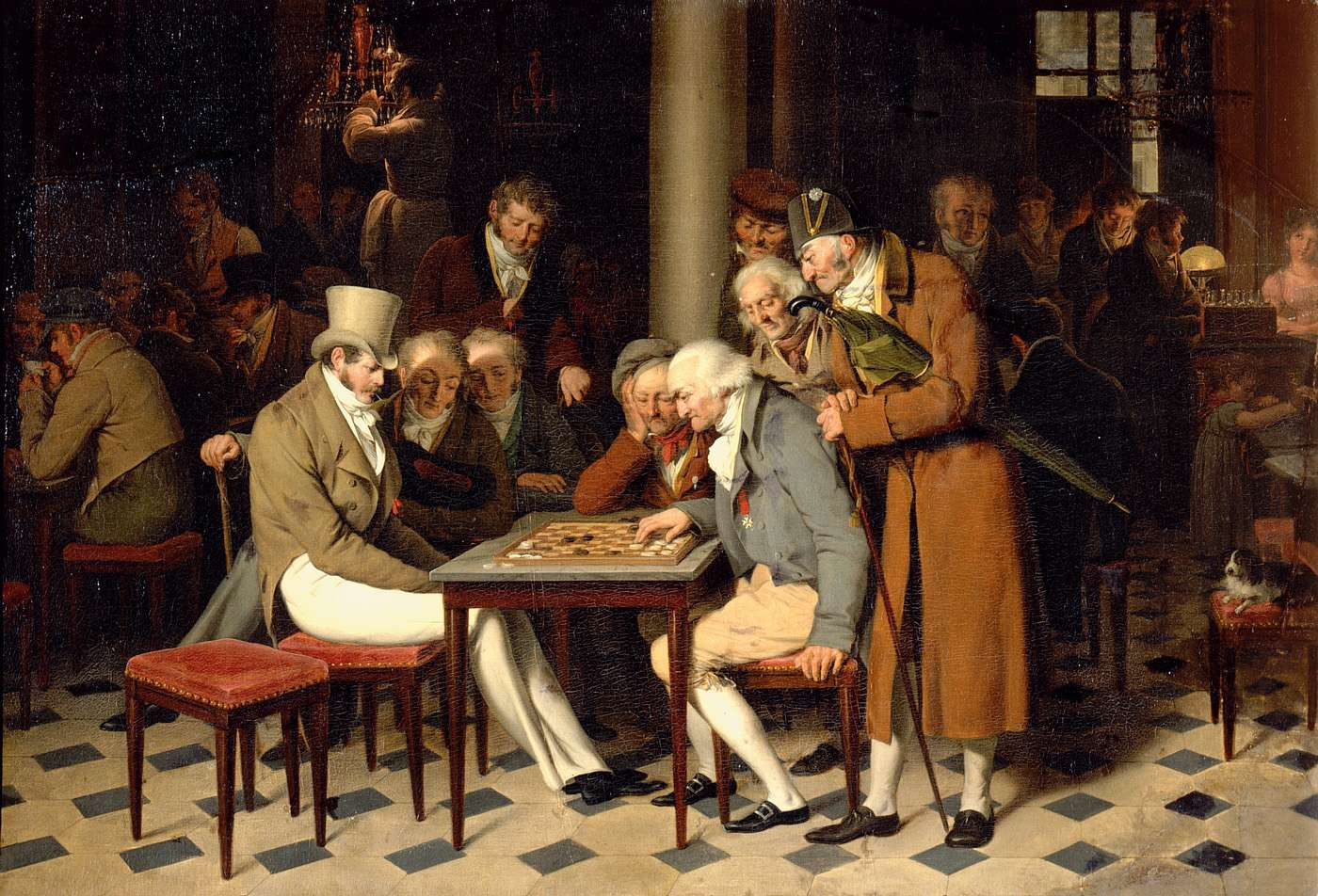
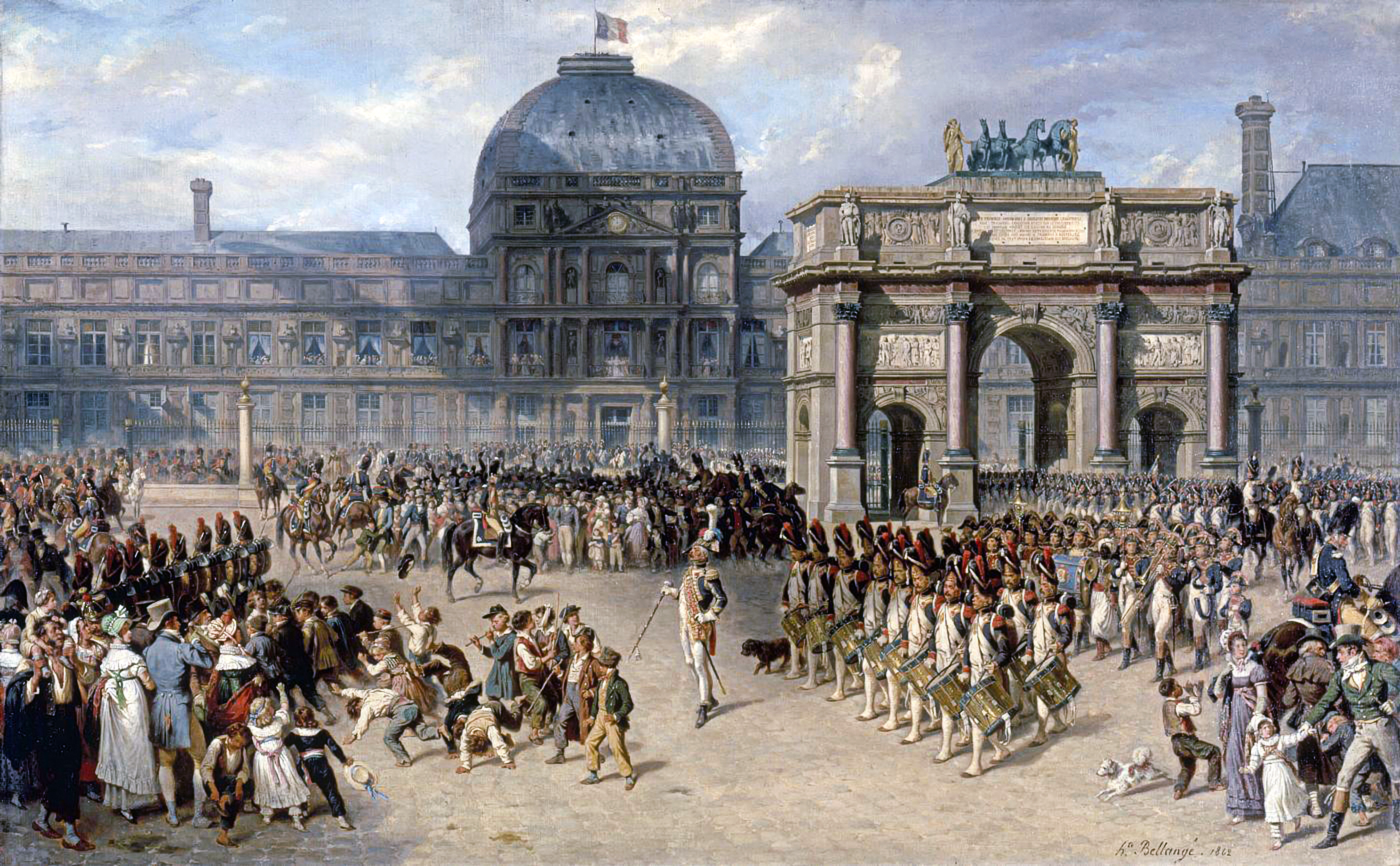